# 官园
39°56′07″N 116°21′39″E / 39.9353679°N 116.3609186°E

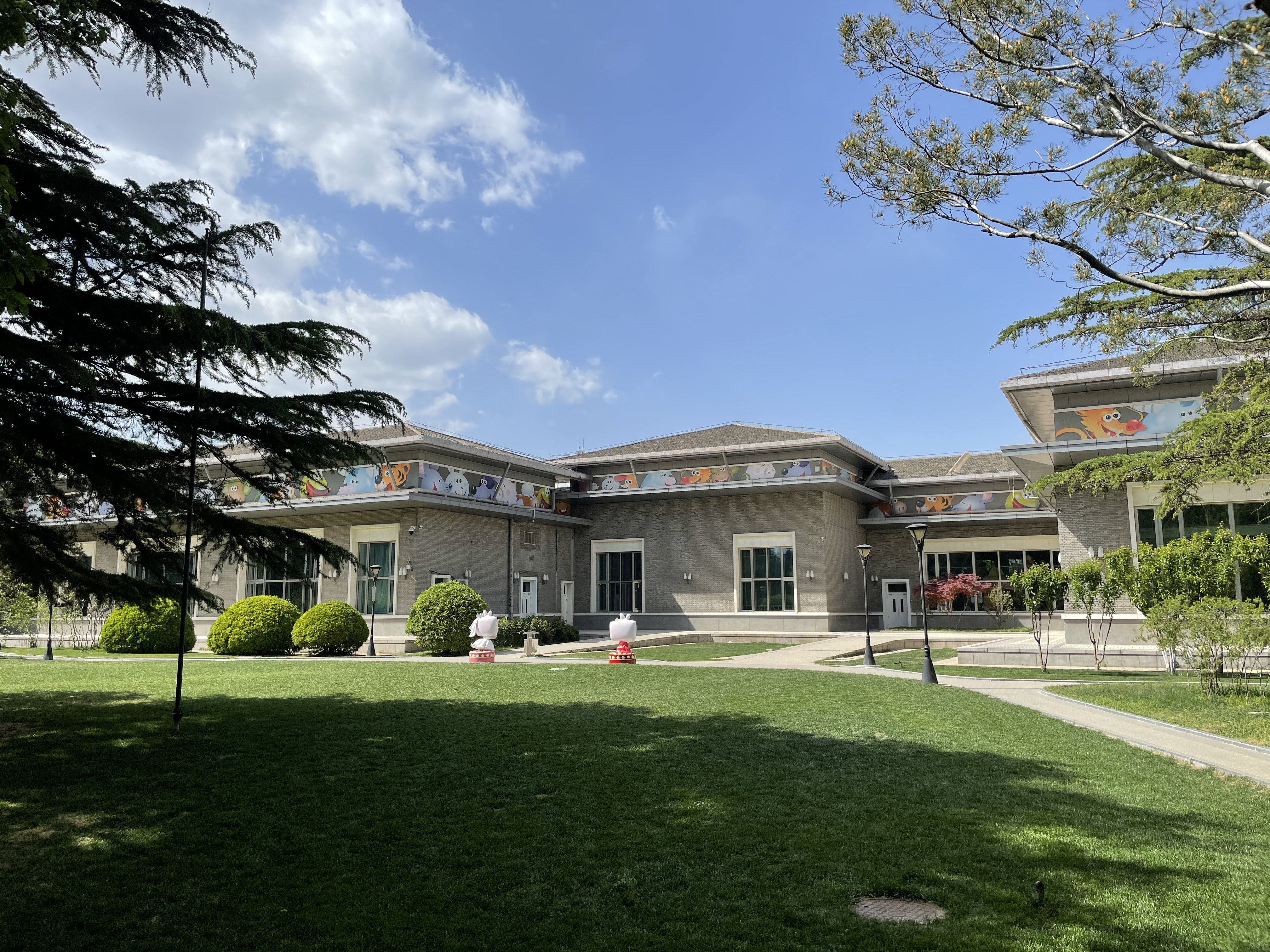
原官园别墅，现为老牛儿童探索馆

官园是北京市西城区福绥境街道的一个地名，泛指官园桥以东地域，内有中国儿童中心、官园公园等单位。:294

## 简介
如今平安里西大街南侧，有官园胡同。“官园”原名“瓜园”，是明朝道观朝天宫最北端的部分。《京师坊巷志稿》载：“官园菜园，疑即坊巷胡同集所称菜园遗址。”《燕都丛考》载：“瓜园者，宫内圃也。”
官园胡同北侧，原有端郡王府。端郡王府即今中国儿童中心的所在地。此地起初西侧为诚亲王府，东侧为果亲王府。
- 西侧：诚亲王允祉是清圣祖第三子，果亲王允礼为清圣祖第十七子。雍正年间，诚亲王府改赐慎郡王允禧，故改为慎郡王府。慎郡王允禧是清圣祖第二十一子，其嗣子永瑢获封质亲王，故该府又改为质亲王府。光绪年间，其后裔镇国公溥龄尚存。其府可能与端郡王府同时被焚毁。
- 东侧：果亲王府在嘉庆年间改赐瑞亲王绵忻为府邸，称瑞亲王府。其嗣孙载漪获封端郡王，故该府改称端郡王府。1900年八国联军入侵北京时，该府遭到焚毁。[2]

端郡王府及西侧的府邸遭到毁灭后，中华民国时期，其地先后改作艺徒学校、北平师范学校、北洋大学北平部工学院、北平大学工学院、北京地质学院新生部等。此外，育幼胡同以东原是端郡王府的马号，中华人民共和国时期改为北京市第七十七中学，此后又改为西城区教委。端郡王府内东北角的土山上，建有“三·一八惨案烈士纪念碑”一座，三角柱形，高度为2.85米。1953年，原府址又改辟为官园体育场。
1966年以后，由于毛泽东长期在中南海游泳池居住，且游泳池的配套房屋年久失修，墙体在邢台大地震后产生开裂，周恩来和汪东兴商议决定在中南海以外建造一座中央首长官邸。1971年，官园体育场和附近的建筑物拆除，四周修起六米高墙，里面建起数座青砖厅堂房屋，并于1973年竣工:655。此事毛泽东最初并不知情，房子建好后，工作人员报告毛泽东，称官园有一新住处，但毛泽东始终拒绝入住，此后这里先后成为江青和华国锋的官邸。
1982年，胡耀邦成为党的最高领导人后，保卫部门建议他入住官园但被他拒绝。在官园闲置后，许多单位先后申请迁入此地办公但均被胡耀邦拒绝。2月26日，中共中央、国务院决定将官园作为礼物赠给中国少年儿童。国家体委主任荣高棠任筹委会主任委员，负责筹建“中国儿童少年活动中心”。1982年8月5日，中国儿童少年活动中心落成并对外开放。1983年，中国儿童发展中心也在该院落内成立。1993年，中国儿童少年活动中心和中国儿童发展中心合并，组成“中国儿童中心”。
官园公园位于中国儿童中心北侧，是西城区的区属公园之一。公园所在地为广平仓旧址，1955年1月经北京市园林处规划设计开辟为官园公园，公园占地2.38万平方米，设有花坛、讲台、水池、游乐场等设施。1994年，北京市人民政府批准在官园公园西部建设北京市青年宫，东部保留原有的绿地。2000年，对保留下来的东部绿地进行大规模改造，拆迁了车棚等临时建筑300平方米，扩大了绿地面积。国安绿化设计公司对绿地重新规划设计，增加草坪，调整植物、广场、园路以及其他游乐健身设施。西城区园林市政管理局市政队、德外绿化队分别负责园路铺装及绿化，2000年5月开工，2000年9月底竣工。竣工后，西城区科委在园内安排科普画廊、雕塑、科技健身等等设施，定期举办科普活动。